# Radu Basalau
Radu Basalau  este un jucător român de rugby care a făcut parte din lotul U19 de la Mondialele din Africa de Sud din 2004, unde România a cucerit medalia de aur. 
De asemenea a fost parte componentă a lotului U20 de la Campionatele Europene din 2004, unde România a obținut medalia de aur.
A debutat la Echipa Națională în 1 decembrie 2007, în meciul Portugalia-România, meci disputat la Lisabona și încheiat cu victoria "stejarilor".
A câștigat alături de echipa sa de club C.S.A. Steaua București trei cupe ale Romaniei (2005, 2006, 2007) și două Campionate Naționale (2005, 2006).
Radu Basalau a fost titular în meciul România A-Montauban, când "stejarii" au reușit o victorie "istorică" împotriva echipei franceze.